# Bob Martin (cantante)
Bob Martin, pseudonimo di Leo Heppe (Krasnojarsk, 7 giugno 1922 – Vienna, 13 gennaio 1998), è stato un cantante austriaco.
Ha partecipato in rappresentanza dell'Austria all'Eurovision Song Contest 1957 (prima partecipazione dell'Austria) gareggiando con il brano Wohin, kleines Pony? e classificandosi solo al 10º e ultimo posto.

## Biografia
Nacque a Krasnojarsk, nella RSFS Russa, da padre austriaco, originario della Boemia, e madre sovietica. Suo padre era stato fatto prigioniero durante la prima guerra mondiale ma al termine del conflitto scelse di rimanere nel paese per insegnare tedesco e in questo periodo incontrò la futura moglie. La famiglia, intorno al 1924, lasciò l'Unione Sovietica in favore di Vienna, capitale dell'Austria. Fu proprio l'ambiente familiare ad influire sulla sua formazione musicale; il padre suonava il violino e la sorella, nata probabilmente pochi anni dopo di lui, il pianoforte.
Dopo aver conseguito il diploma nel 1941 fu arruolato nella Wehrmacht, venendo tuttavia catturato dalle forze alleate negli ultimi anni della seconda guerra mondiale. Proprio durante la prigionia, ad Amburgo, mosse i primi passi come musicista. Già nel 1946 fu probabilmente scagionato poiché ebbe l'occasione di esibirsi nel coro della Wiener Volksoper. Nell'autunno dello stesso anno fu ammesso all'Accademia musicale di Vienna e si diplomò nel 1951. Vinse anche nel giugno 1949 il primo premio al Llangollen International Musical Eisteddfod con l'interpretazione di Boris Godunov nell'omonima opera lirica del compositore russo Modest Petrovič Musorgskij.
Dopo il diploma entrò a far parte del coro della Wiener Staatsoper, con cui rimase fino al 1982.